# Ořízka

Ořízka je na obrázku vyznačena číslem 5 (horní), 6 (přední) a 7 (dolní)

Ořízka je boční strana knihy, tj. hrany listů knihy viditelné, je-li kniha zavřená. Název je odvozen ze způsobu, jakým se ořízka vytváří: svázaný knižní blok je před vlepením do desek ze tří stran seříznut.
Kromě obyčejné bílé ořízky se u starších nebo reprezentativních knih vyskytuje tzv. natíraná ořízka – hrany listů jsou nabarveny např. zlatou barvou, dekorovány tzv. mramorováním aj. Kromě funkce dekorativní může být ořízka významná i pro orientaci v knize – zejména u slovníků se využívá toho, že při tisku na stránky přes okraje je tiskařská barva částečně viditelná i na ořízce. Podél strany protilehlé ke hřbetu knihy proto bývají rozmístěny značky odpovídající jednotlivým počátečním písmenům hesel pro snadné vyhledání hesla. V některých případech jsou v odpovídajících místech navíc stránky opatřeny výřezy pro prsty, takže ořízka není hladká.
Natíraná ořízka zpevňuje okraje listů a brání vnikání prachu mezi listy.
V minulosti bylo běžné zhotovovat zlacené nebo ručně malované ořízky, v současnosti se malba zhotovuje na speciálních tiskařských strojích.